# Cyphostemma caerulans
Cyphostemma caerulans là một loài thực vật hai lá mầm trong họ Nho. Loài này được Desc. mô tả khoa học đầu tiên năm 2007.